# Heaven Must Have Sent You
Heaven Must Have Sent You è un brano musicale scritto da Brian Holland, Lamont Dozier e Eddie Holland della Motown Records e registrato originariamente dal gruppo vocale R&B statunitense The Elgins nel 1966. È stato reinterpretato e ripubblicato come singolo in una versione disco di Bonnie Pointer.
Tra i brani più rappresentativi del trio di autori, è stato successivamente inserito nella versione originale dei The Elgins in una raccolta di brani da loro scritti pubblicata nel 2005 dalla Universal Music Group intitolata Heaven Must Have Sent You: The Holland/Dozier/Holland Story.

## Versione dei The Elgins
La versione dei The Elgins è stata pubblicata negli Stati Uniti nel 1966 dall'etichetta discografica V.I.P., divisione della Motown, estratta come singolo dal loro album di debutto Darling Baby, senza ottenere un grosso successo commerciale e raggiungendo la posizione numero 50 della classifica Billboard Hot 100; nel 1967 il gruppo si sciolse. Cinque anni più tardi, nel 1971, la Tamla Motown pubblicò il singolo nel Regno Unito approfittando di un momento di popolarità della musica motown nel paese britannico e ottenne ottimi riscontri commerciali, raggiungendo la terza posizione in classifica della Official Charts Company, un successo che spinse il gruppo a riunirsi con una nuova cantante, Yvonne Allen, che sostituì Sandra Maullen, non interessata a riprendere il progetto e intrarprendere un tour in Regno Unito. In seguito al successo britannico, la V.I.P. decise di ripubblicare il singolo anche negli Stati Uniti, che confermò però il tiepido riscontro dell'uscita originale.
Lato B del 45 giri era la traccia Stay in My Lonely Arms, scritta dagli stessi autori.
Nel 1989, il gruppo ha realizzato una nuova versione del brano seguendo lo stile disco proposto nel 1978 da Bonnie Pointer.

## Tracce
7" Single (V.I.P. V.I.P.-25037 [us])
7" Single (Tamla Motown TMG 583 [uk])
7" Single (Tamla Motown TMG 771 [uk])
7" Single (V.I.P. V25065F [us])
- Lato A

1. Heaven Must Have Sent You – 2:31 (Brian Holland, Lamont Dozier, Eddie Holland)

- Lato B

1. Stay in My Lonely Arms – 2:59 (Brian Holland, Lamont Dozier, Eddie Holland)

## Classifiche
| Classifica (1966-1971)          | Posizione raggiunta |
| ------------------------------- | ------------------- |
| Stati Uniti (Billboard Hot 100) | 50                  |
| Regno Unito (OCC)               | 6                   |
| Stati Uniti (Classifica R&B)    | 9                   |

## Versione di Bonnie Pointer
Alla fine degli anni settanta il brano è stato ripreso da Bonnie Pointer, componente delle Pointer Sisters al suo esordio come solista, che scelse di riprendere il brano realizzandone una cover insieme a quella di un altro brano già edito della Motown (When I'm Gone, originariamente interpretato da Mary Wells) perché li apprezzava particolarmente. Reinterpretata seguendo i canoni della musica disco, con l'inserimento di campane tubolari nell'introduzione, un accompagnamento di violini lungo tutto il brano e un basso funky prominente, la cantante chiese esplicitamente al produttore Berry Gordy di realizzare il rifacimento del brano ispirandosi alle sonorità del brano YMCA dei Village People, uscito poco tempo prima.
Fu pubblicata come singolo estratto dall'album di debutto Bonnie Pointer come 45 giri originariamente nel 1978 nei Paesi Bassi e in Germania, ma ottenne la popolarità nella tarda estate del 1979, venendo fortemente supportata dalle emittenti radiofoniche. Si è trattato del primo successo dell'artista come solista, dopo una tiepida accoglienza riservata ai primi brani pubblicati Free Me from My Freedon e Tie Me to a Tree.
Lato B delle diverse edizioni del 45 giri sono stati i brani I Wanna Make It (In Your World), in particolar modo nell'edizione olandese, la traccia Free Me from My Freedom (già estratta in precedenza come singolo e presente nell'album) o in altre versioni la versione LP dello stesso brano, che differiva leggermente dalla pubblicazione come singolo. Commercialmente il brano ebbe un buon successo a livello internazionale, ottenendo buoni riscontri sia in Europa, in Oceania e negli Stati Uniti d'America, raggiungendo la vetta della classifica in Messico.
Il singolo ha ottenuto una ripubblicazione in versione CD nel 1991, dall'etichetta discografica Unidisc Music.

## Tracce
7" Single (Motown 5C 006-62309 [nl])
- Lato A

1. Heaven Must Have Sent You – 3:41 (Brian Holland, Lamont Dozier, Eddie Holland)

- Lato B

1. I Wanna Make It (In Your World) – 3:20 (Jeffrey Bowen, Donal Baldwin)

7" Single (Motown 2C 008-62.873 [fr])
- Lato A

1. Heaven Must Have Sent You – 3:41 (Brian Holland, Lamont Dozier, Eddie Holland)

- Lato B

1. Heaven Must Have Sent You (LP Version) – 3:22 (Brian Holland, Lamont Dozier, Eddie Holland)

7" Single (Motown 006-62 269)
7" Single (Motown 1C 006-62 269 [de])
- Lato A

1. Heaven Must Have Sent You – 3:52 (Brian Holland, Lamont Dozier, Eddie Holland)

- Lato B

1. Free from My Freedom – 3:55 (Berry Gordy, Jeffrey Bowen, Angelo Bond, Truman Thomas)

## Classifiche
| Classifica (1978-1979)          | Posizione raggiunta |
| ------------------------------- | ------------------- |
| Stati Uniti (Billboard Hot 100) | 11                  |
| Stati Uniti (Cash Box)          | 10                  |
| Australia                       | 31                  |
| Messico                         | 1                   |
| Belgio (Ultratop 50 Fiandre)    | 23                  |
| Nuova Zelanda (RIANZ)           | 22                  |

## Altre cover
Oltre alla versione di successo di Bonnie Pointer cui è seguita una reinterpretazione in chiave disco dei The Elgins nel 1989, altre cover del brano sono state realizzate da artisti come Johnny Mathis insieme a Deniece Williams nel 1978, per l'etichetta discografica Columbia, e da Diana Ross e The Supremes nel 1986.